# Димитър Мустаков (търговец)
 Тази статия е за търговеца.  За офицера вижте Димитър Мустаков.  
Димитър Хаджииванов Мустаков (изписване до 1945 година: Димитъръ хаджи Ивановъ Мустаковъ) е български търговец, адвокат, дипломат и благодетел с руско поданство.

## Биография
Роден в Габрово, той е най-големият син в семейството на хаджи Иван и Елена Мустакови. Негови братя са търговците Никифор, Никола, Христофор и Константин Мустакови.
След 1818 г. името му е многократно споменато като адвокат на различни представители на фалимията във водените от тях процеси по имуществени въпроси. Подобно на братята си Никола и Никифор и той е руски поданик. Поддържа много тесни връзки със сръбския княз Милош Обренович. Управлява и инспектира неговите мошии във Влашко, а когато сръбския дипломатически представител М. Герман отсъства от страната, го замества. Тези връзки се поддържат още от времето на Гръцкото въстание (1821 – 1828), когато осъществява връзката между румънските участници във Филики Етерия и Сърбия (1820 – 1821). По това време влиза в конфликт с Атанас Некович, защото привлича български търговци в Букурещ за участие в Етерията и въстанието на Тудор Владимиреску.
Голям е приносът му за създаването и функционирането на Габровското училище (1835). Използвайки връзките си с княз Милош Обренович, организира отпечатването на взаимоучителните таблици и граматиката на Неофит Рилски в княжеската типография в Крагуевац. Там е отпечатано и Славяноболгарското детеводство на Неофит Бозвели и Емануил Васкидович. Той е и един от най-горещите радетели за създаването на българска печатница в Букурещ през 30-те години на XIX в. – начинание, което остава неосъществено поради конфликти и съперничествата сред емиграцията. Проявява траен интерес към проучването и опазването на българските старини.
Умира през 1842 г. в Букурещ.